# Lago de Géronde
O Lago Géronde É um lago localizado junto da cidade de Sierre, em Valais, Suiça. A área do lago é de 5,5 hectares e está a 523 metros de altitude.
O pintor Charles-Louis Guigon, pintou este lago em 1860.